# Алфереш-мор Португалии
Алфе́реш-мор короле́вства Португа́лия (порт. alferes-mor do Reino de Portugal) или гла́вный знамено́сец короле́вства Португа́лия, также алфе́реш-мор Португа́лии (порт. alferes-mor de Portugal) или гла́вный знамено́сец Португа́лии, также  'алфе́реш-мор короля́ (порт. alferes-mor del Rei) или же главный знамено́сец короля́ — высшая воинская должность в королевстве Португалия времён реконкисты.
В отличие от знаменосца, который был у каждого богатого феодала, или от знамёнщика Русской армии, носившего знамя полка, в Средние века алфереш-мор нёс знамя короля Португалии на поле брани. До создания в 1382 году должности коннетабля Португалии исполнял функции главнокомандующего королевской армии и считался вторым лицом государства после короля. Позднее должность превратилась в почётный титул, который исчез с упразднением монархии и провозглашением Первой Португальской республики в 1910 году.

## Этимология
До конкисты на территории Пиренейского полуострова для обозначения воинской должности знаменосца использовался латинский термин сигнифер. При описании истории должности португальский король Диниш I указывал, что до завоевания Пиренеев маврами древние называли королевское знамя как порт. sina от лат. signum. Во времена реконкисты в Португалии заимствованное арабское понятие араб. الفارس‎ al-fāris (порт. cavaleiro рыцарь, порт. escudeiro оруженосец) заменило латинский термин и было принято для обозначения знаменосца. Показателем заимствования из арабского языка служит слившийся с основой слова артикль «аль», произносимый в Португалии в отличие от Испании с твёрдым «л»: алфереш (порт. alferes [ɐɫˈfeɾɨʃ]), Алгарве, алкайд — так же как в слове алхимия.

## История
Должность главного знаменосца возникла ранее провозглашения независимого королевства Португалия. Граф дон Энрике прибыл из Бургундии на Пиренейский полуостров со своим алфереш-мором доном Фафешем Лушем (D. Fafes Luz). Сын графа Энрике, первый король Португалии Афонсу Энрикеш, назначил главным знаменосцем независимого молодого королевства рыцаря Педру Пайша (Pedro Pais). Но первым упоминаемым в документах главным знаменосцем Португалии значится Пелажиу Соареш (Pelágio Soares). Эту должность занимал самый известный из бастардов Диниша I Педру Афонсу, 3-й граф де Барселуш (1315—1317 и 1322?—1354).
Алфереш-мор мог развернуть знамя исключительно по приказу короля, только вслед за ним другие знаменосцы разворачивали свои знамёна.

## Знаменосец короля в других королевствах
В Средние века воинская должность главного знаменосца короля или королевского знаменосца существовала в других пиренейских королевствах: в Галисии, Кастилии и Леоне — исп. alférez mayor del rey или исп. alférez real; в Арагоне, Наварре и Каталонии — кат. alferes major.
Во всех пиренейских королевствах на такую высокую должность назначались бастарды и родственники королей, могущественные сеньоры, богатые феодалы, и знатные вельможи (порт. rico-homem, исп. ricohombre). Со временем как в Португалии, так и в Кастилии, вероятно, появилось разделение функций: на поле битвы алфереш нёс штандарт короля (порт. guião, исп. guion), а алфереш-мор королевства (порт. alferes-mor do Reino) выступал со знаменем государства как в сражениях, так и в мирное время при торжественных церемониях. Хотя, может быть, существует также и вероятность, что обе эти функции объединялись в одной должности. Кроме этого инфанты и магистраты рыцарских орденов также имели своих главных знаменосцев, поскольку принадлежали к высшей знати королевств.
В настоящее время в вооружённых силах стран Пиренейского полуострова воинское звание алфереш или альферес занимает первую ступень младшего офицерского состава и приравнивается к прапорщику или младшему лейтенанту.